# Trichilia tetrapetala
Trichilia tetrapetala là một loài thực vật thuộc họ Meliaceae. Đây là loài đặc hữu của Brasil. Chúng hiện đang bị đe dọa vì mất môi trường sống.